# Luck Mervil
 (décembre 2014).
Si vous disposez d'ouvrages ou d'articles de référence ou si vous connaissez des sites web de qualité traitant du thème abordé ici, merci de compléter l'article en donnant les références utiles à sa vérifiabilité et en les liant à la section « Notes et références ».
Lucknerson Mervil, dit Luck Mervil, né le 20 octobre 1967 à Port-au-Prince (Haïti), est un chanteur, auteur-compositeur-interprète, musicien, acteur haïtiano-canadien et agresseur sexuel. Il a animé l'émission 3950 sur les ondes de TV5. Il est connu pour avoir joué le rôle de Clopin dans la comédie musicale Notre-Dame de Paris. Il était également le chanteur du groupe Rudeluck. Il a un fils, Louka Mervil, né en 2009.
Il se fait connaître en 1993 en participant à l'empire des futurs star, un concours musical radiophonique. Le chanteur Luck Mervil est accusé d'avoir agressé sexuellement une personne en juin 2000.

## Biographie

### Jeunesse
Luck Mervil est né à Port-au-Prince à Haïti le 20 octobre 1967, il emménage au Canada à l’âge de 4 ans. Alors qu'il a 12 ans, la famille Mervil déménage à New York. Luck est revenu au Québec à l'âge de 17 ans.

### Carrière
En 1997, il décroche le rôle de Clopin dans la comédie musicale Notre-Dame de Paris de Luc Plamondon et Richard Cocciante. Il est présent, avec ses six autres camarades de la troupe originale, aux concerts symphonique pour fêter le 13ème anniversaire du spectacle, à Bercy du 16 au 18 décembre 2011.

### Pensée politique et militantisme
Il est connu pour ses positions politiques en faveur de l'indépendance du Québec et est nommé Patriote de l'année 2004-2005 par la Société Saint-Jean-Baptiste.

### Controverse
En mai 2018, Mervil plaide coupable d'un chef d’accusation d’exploitation sexuelle sur une adolescente pour des gestes commis en 1996, alors qu’il était en position d’autorité. Cinq ans après sa condamnation, il demande à la Cour supérieure du Québec de radier son nom du Registre national des délinquants sexuels, prétendant que son inscription affecte le « développement de sa carrière » et l’empêche de voyager et de faire des rencontres.
En 2022, Mervil est poursuivi au civil par une société incorporée qui lui réclame près d’un demi-million de dollars. L'entreprise l’accuse d’avoir induit en erreur ses dirigeants afin de les convaincre d’investir dans un projet de fibre optique en République démocratique du Congo, présenté comme très lucratif. Après un versement de 320 000 $ (USD), l’entreprise aurait découvert que les promesses avancées étaient infondées et que l’équipement sur place était vétuste. Mervil nie toute fraude et conteste les allégations.
En décembre 2023, Mervil est accusé d’agression sexuelle dans un nouveau dossier pour des faits qui se seraient produits dans la nuit du 23 au 24 juin 2000 à Rimouski, à la suite d’un spectacle de la Fête nationale du Québec auquel il participait. La plaignante, âgée de 19 ans à l’époque, allègue avoir rencontré l’artiste dans un bar du centre-ville, où elle aurait été droguée à son insu avant d’être agressée sexuellement dans une chambre d’hôtel. Le chanteur plaide non coupable à l’accusation et affirme être victime d’une erreur sur la personne,.
Le procès s’est tenu du 3 au 6 février 2025 au palais de justice de Rimouski, devant le juge James Rondeau. Lors de son témoignage, la plaignante a affirmé avoir reconnu Mervil en raison de sa notoriété, de sa coiffure distinctive et de sa présence fréquente dans les médias. Elle soutient également avoir repris conscience pendant l’agression et avoir exprimé verbalement son refus à plusieurs reprises.
La défense a remis en question l’identification de l’accusé, soulignant les lacunes dans la description physique de celui-ci, l’absence de familiarité précise des témoins avec Mervil, et la possibilité qu’un autre homme lui ressemblant ait été présent au bar. L’avocate de Mervil a aussi qualifié de faible la preuve d’identification et a mis en doute la fiabilité de la mémoire de la plaignante, qui affirme avoir été intoxiquée au moment des faits.
La procureure de la Couronne a pour sa part soutenu que la plaignante avait fourni un témoignage crédible et cohérent, et que les éléments présentés permettaient d’identifier clairement l’accusé. Le juge doit rendre sa décision le 7 août 2025. Luck Mervil est reconnu coupable d’agression sexuelle.

## Discographie

### RudeLuck
- 1993 : RudeLuck
- 1995 : Two
- 1998 : Pour le Meilleur et pour le Pire

### Solo
- 1997 : Aller Simple
- 2000 : Luck Mervil
- 2003 : Soul
- 2009 : Ti peyi a

### Collectif
- 1997 : Notre-Dame de Paris, album studio
- 1998 : Notre-Dame de Paris, intégral live (CD & DVD)

## Filmographie

### Animateur
- 2000 : Fête du Canada
- 2002 : MixMania (VRAK.TV)
- 2005 : Fête nationale du Québec
- 2006 : Je ne fais que passer : Animateur (Radio-Canada, coast to coast)
- 2007 : 3950 : Animateur (affaires publiques)

### Acteur
- 1997 : Sauve qui peut! (série TV) : Christopher Étienne
- 2001 : Betty Fisher et autres histoires : François Diembele
- 2003 : Génération Motown : Marvin Gaye, Barry Gordy
- 2003 : The book of eve
- 2004 : Le Goût des jeunes filles
- 2004 : C'est pas moi, c'est l'autre : Dieudonné
- 2006 : Un dimanche à Kigali : Raphaël
- 2009 : Caido : Marc Luron

## Télévision
Animateur
- 2000 : Fête du Canada
- 2002 : MixMania (VRAK.TV)
- 2005 : Fête nationale du Québec
- 2006 : Je ne fais que passer : Animateur (Radio-Canada, coast to coast)
- 2007 : 3950 : Animateur (affaires publiques)

## Philanthropie
- 2004/2010 : Coopérant et porte-parole du CECI (Centre d'études et de coopération internationale)
- 2004 : Porte-parole du Conseil Québécois sur le tabac et la santé
- 2004 : Médaille de la paix YMCA
- 2007 : Médaille du carrefour des communautés du Québec

## Honneurs
2006 : Médaille de l'Assemblée nationale